# Dina Gilio-Whitaker
Pour les articles homonymes, voir Whitaker.
Dina Gilio-Whitaker est une universitaire, journaliste et auteure américaine, qui étudie les Amérindiens aux États-Unis, la décolonisation et la justice environnementale. Elle est membre des tribus confédérées de Colville. En 2019, elle publie As Long as Grass Grows.

## Biographie

### Jeunesse et éducation
Dina Gilio-Whitaker, membre des tribus confédérées de Colville, grandit en Californie du Sud et déménage à North Shore, dans les îles hawaïennes, en 1980. Elle retourne en Californie pour s'y marier, puis déménage à San Clemente, en Californie. Elle est aussi surfeuse.
En tant qu'étudiante, Dina Gilio-Whitaker étudie à l'Université du Nouveau-Mexique avec l'intention initiale de se lancer dans une carrière juridique. Sa thèse de maîtrise, Panhe at the Crossroads: Toward an Indigenized Environmental Justice Discourse, porte sur les protestations amérindiennes contre la construction d'une route à péage traversant une terre sacrée, qui était également un spot de surf réputé,.

### Carrière
En 2016, Gilio-Whitaker co-écrit All the Real Indians Died Off and 20 Other Myths About Native Americans avec Roxanne Dunbar-Ortiz,. En 2017, elle est l'auteure d'un chapitre de The Critical Surfer Reader intitulé Appropriating Surfing and the Politics of Indigenous Authenticity.
Depuis 2017, Dina Gilio-Whitaker enseigne les études amérindiennes à l'Université d'État de Californie à San Marcos, faisant la route depuis San Clemente. Elle s'est vue offrir ce poste un an auparavant, mais est contrainte de le décliner pour partir en tournée promotionnelle,. Elle soutient un cadre de recherches connu sous le nom de « justice environnementale indigénisée », dans lequel l'environnementalisme prendrait en compte « l'histoire de la colonisation comme un processus historique de dépossession des peuples autochtones et de leurs terres, afin de comprendre la manière dont les peuples autochtones mènent encore ces combats ».
En 2019, Dina Gilio-Whitaker publie As Long as Grass Grows. Cet ouvrage décrit l'impact de la colonisation sur les Amérindiens depuis 1492, le mouvement écologiste moderne, ainsi que les approches autochtones quant à la gérance environnementale,,.
Dina Gilio-Whitaker est également associée principale de recherche et directrice des politiques au Center for World Indigenous Studies. Elle dirige la société DGW Consulting,. Elle fait également du bénévolat pour l'Institute for Women Surfers, Native Like Water et la San Onofre Parks Foundation. Par ailleurs, elle gère un blog nommé Ruminative.